# Bretteville-du-Grand-Caux
Pour les articles homonymes, voir Bretteville.
Bretteville-du-Grand-Caux est une commune française située dans le département de la Seine-Maritime en région Normandie.

## Géographie

### Localisation
La commune est située dans le pays de Caux.
| Auberville-la-Renault | Mentheville               | Annouville-Vilmesnil |
| Sausseuzemare-en-Caux | Bretteville-du-Grand-Caux |                      |
| Goderville            | Bréauté                   | Grainville-Ymauville |

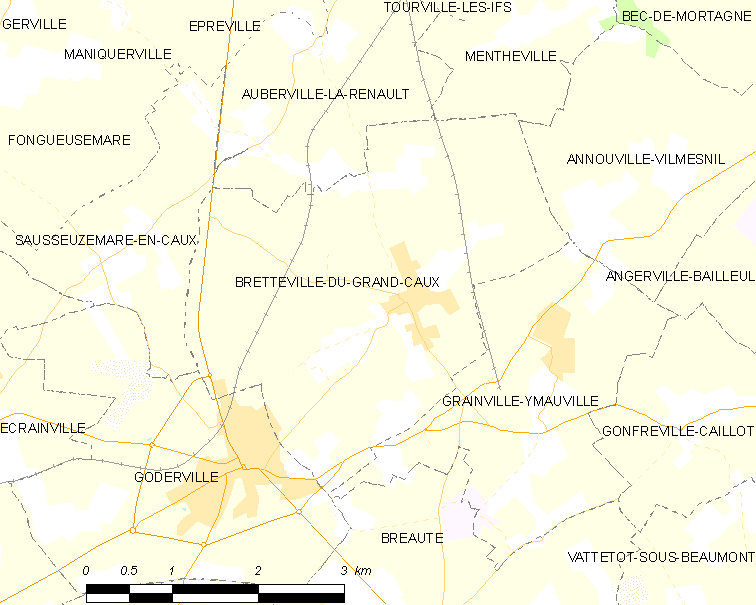
Carte de la commune de Bretteville-du-Grand-Caux.
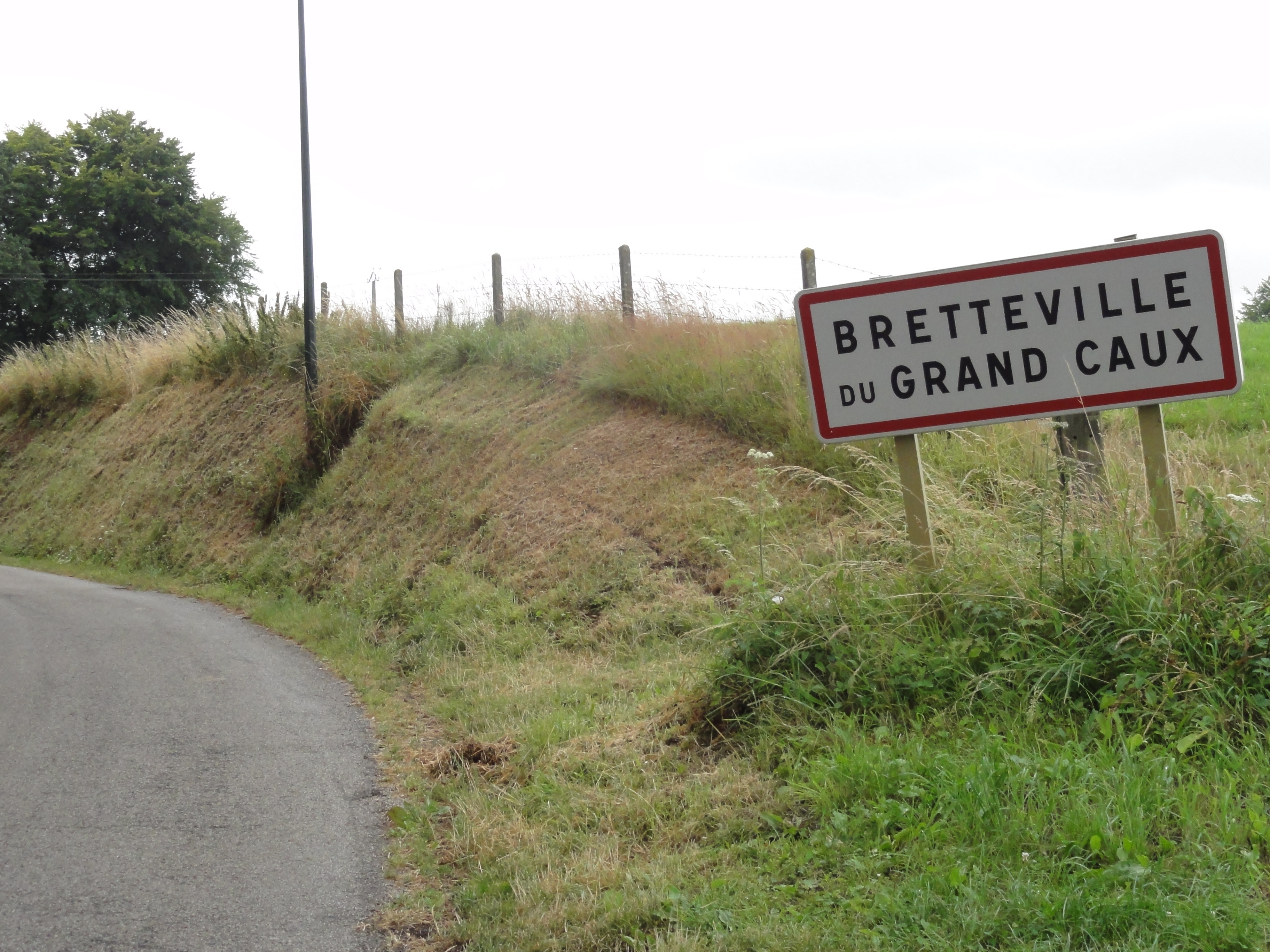
Entrée de l'agglomération.
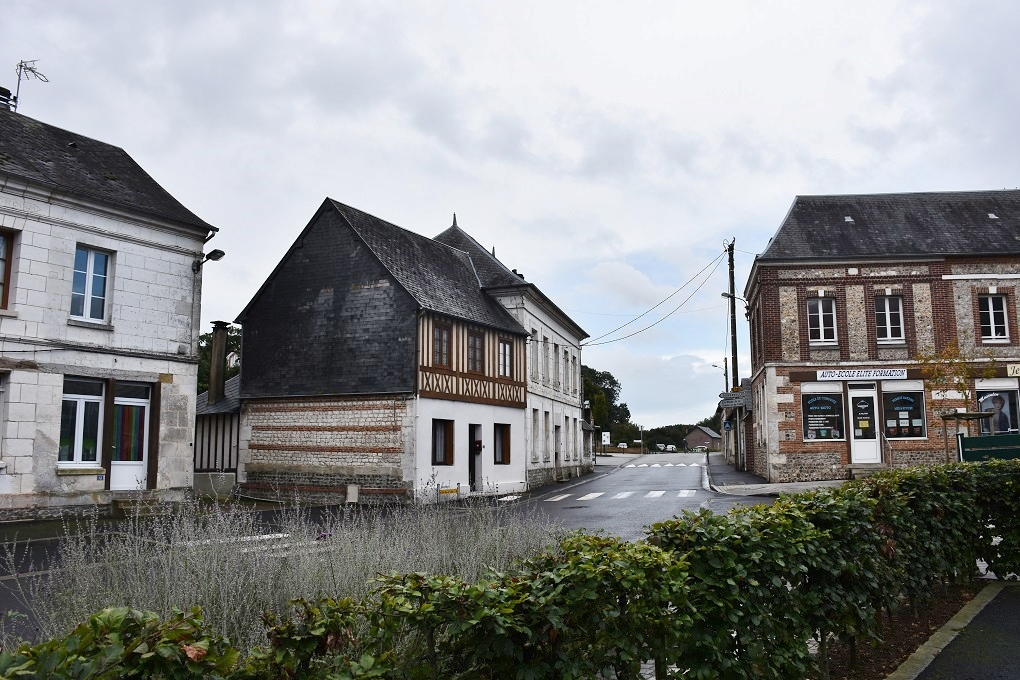
Le centre-bourg.

### Hydrographie
La commune est située dans le bassin Seine-Normandie. Elle n'est drainée par aucun cours d'eau,.

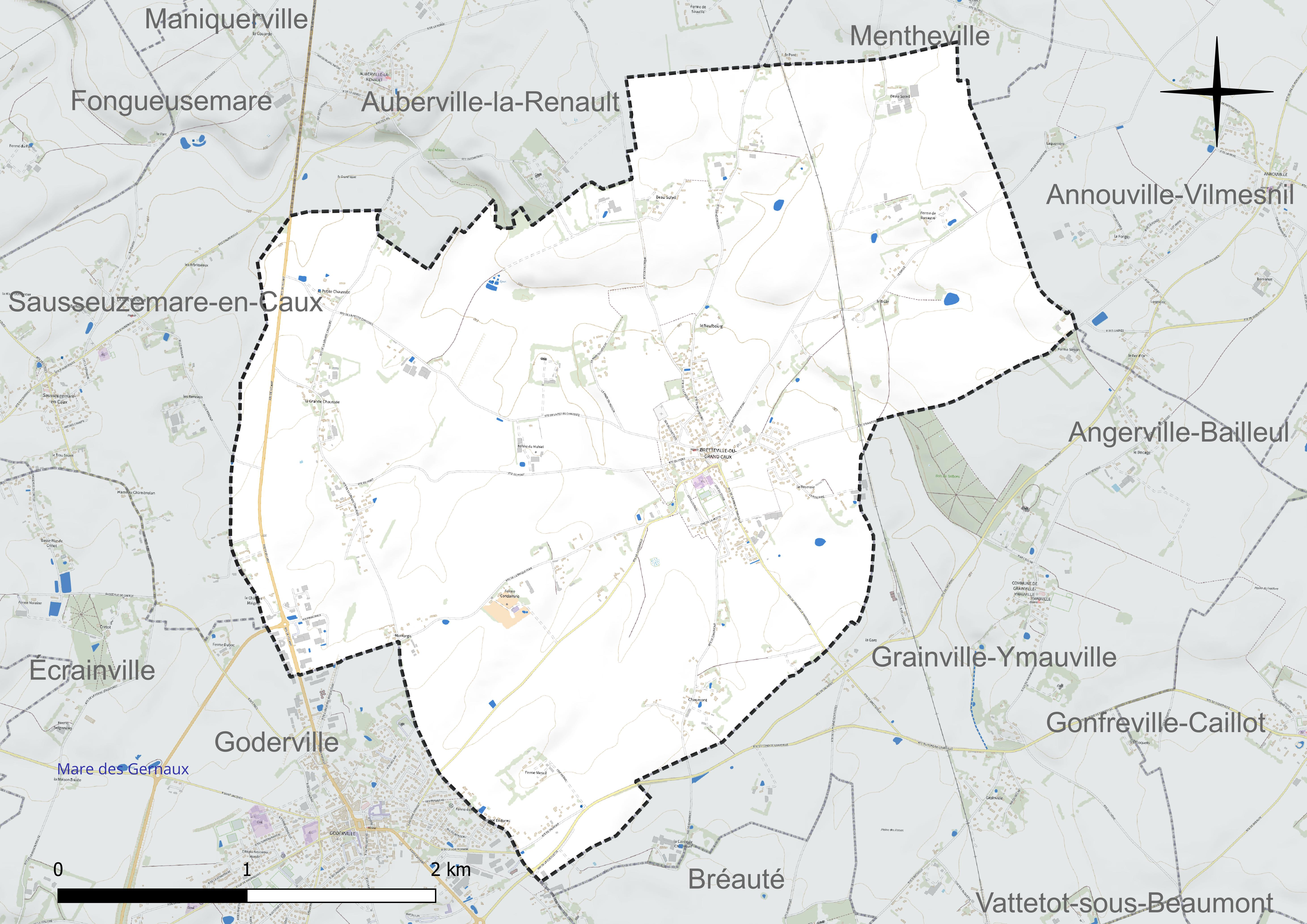
Réseau hydrographique de Bretteville-du-Grand-Caux.

### Climat
Pour des articles plus généraux, voir Climat de la Normandie et Climat de la Seine-Maritime.
En 2010, le climat de la commune est de type climat océanique franc, selon une étude du CNRS s'appuyant sur une série de données couvrant la période 1971-2000. En 2020, Météo-France publie une typologie des climats de la France métropolitaine dans laquelle la commune est exposée à un climat océanique et est dans la région climatique Côtes de la Manche orientale, caractérisée par un faible ensoleillement (1 550 h/an) ; forte humidité de l’air (plus de 20 h/jour avec humidité relative > 80 % en hiver), vents forts fréquents. Parallèlement le GIEC normand, un groupe régional d’experts sur le climat, différencie quant à lui, dans une étude de 2020, trois grands types de climats pour la région Normandie, nuancés à une échelle plus fine par les facteurs géographiques locaux. La commune est, selon ce zonage, exposée à un « climat maritime », correspondant au Pays de Caux, frais, humide et pluvieux, légèrement plus frais que dans le Cotentin.
Pour la période 1971-2000, la température annuelle moyenne est de 10,4 °C, avec une amplitude thermique annuelle de 12,8 °C. Le cumul annuel moyen de précipitations est de 954 mm, avec 13,2 jours de précipitations en janvier et 8,7 jours en juillet. Pour la période 1991-2020, la température moyenne annuelle observée sur la station météorologique la plus proche, située sur la commune de Octeville-sur-Mer à 23 km à vol d'oiseau, est de 11,5 °C et le cumul annuel moyen de précipitations est de 790,7 mm,. Pour l'avenir, les paramètres climatiques de la commune estimés pour 2050 selon différents scénarios d’émission de gaz à effet de serre sont consultables sur un site dédié publié par Météo-France en novembre 2022.

## Urbanisme

### Typologie
Au 1er janvier 2024, Bretteville-du-Grand-Caux est catégorisée bourg rural, selon la nouvelle grille communale de densité à sept niveaux définie par l'Insee en 2022.
Elle est située hors unité urbaine. Par ailleurs la commune fait partie de l'aire d'attraction du Havre, dont elle est une commune de la couronne,. Cette aire, qui regroupe 116 communes, est catégorisée dans les aires de 200 000 à moins de 700 000 habitants,.

### Occupation des sols
L'occupation des sols de la commune, telle qu'elle ressort de la base de données européenne d’occupation biophysique des sols Corine Land Cover (CLC), est marquée par l'importance des territoires agricoles (94,8 % en 2018), en diminution par rapport à 1990 (96,3 %). La répartition détaillée en 2018 est la suivante : 
terres arables (83,8 %), prairies (6,1 %), zones urbanisées (5,2 %), zones agricoles hétérogènes (4,8 %). L'évolution de l’occupation des sols de la commune et de ses infrastructures peut être observée sur les différentes représentations cartographiques du territoire : la carte de Cassini (XVIIIe siècle), la carte d'état-major (1820-1866) et les cartes ou photos aériennes de l'IGN pour la période actuelle (1950 à aujourd'hui).

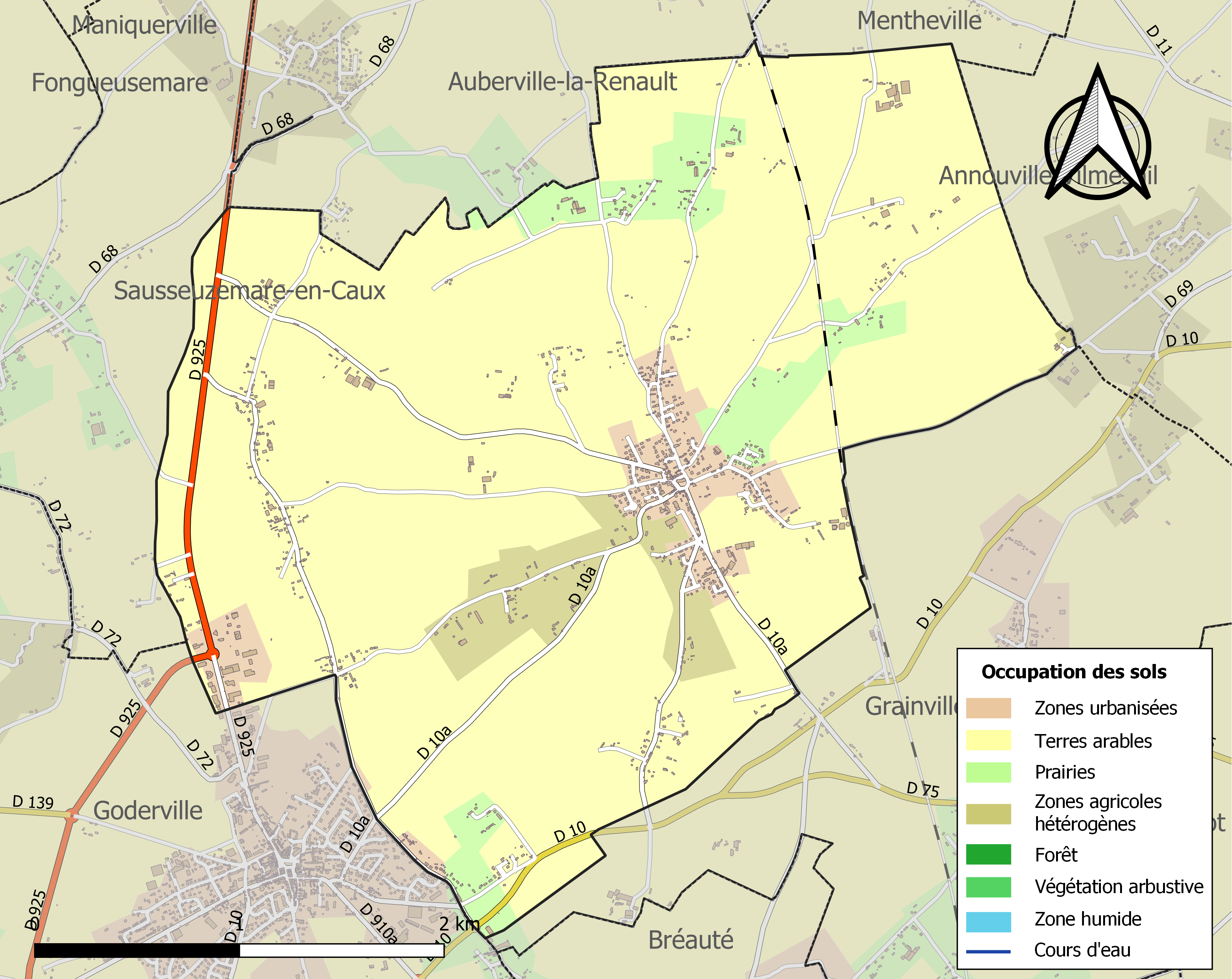
Carte des infrastructures et de l'occupation des sols de la commune en 2018 (CLC).

## Toponymie
Le nom de la localité est attesté sous les formes Brittam villam entre 1028 et 1033, Notre Dame de Bretteville près Godarville aux XVe et XVIe, Breteville en 1687, Bretteville-la-Chaussée en 1877.
Ce toponyme peut être issu de l'ancien français bret(e) qui signifie « breton(ne) », mais dans son acception ancienne, c'est-à-dire « originaire de l'actuelle Grande-Bretagne ».
Cependant la présence du hameau de Brettemare, nom de type ancien, sur le territoire de la commune semble s'opposer à ce que l'on y voit un adjectif, mais bien un anthroponyme comme c'est le cas pour tous les doublets -ville / -mare de Normandie (ex : Illeville / Illemare) et d'ailleurs, que signifierait *une mare bretonne ? En outre, parmi les formes les plus anciennes des Bretteville normands, on note un Brittivilla en 1077 se rapportant à Bretteville-l'Orgueilleuse, dont Britti ne peut représenter qu'un nom de personne au génitif latin.
C'est pourquoi il est préférable d'y reconnaître le nom de personne Brito, c'est-à-dire « le Grand-Breton » auquel se superpose la forme scandinave Breti (génitif singulier Breta) « le Grand-Breton », bien identifiée et que Jean Renaud donne au pluriel, Bretar, pour expliquer les différents Bretteville.
La référence au pays de Caux dans le nom de la commune a été ajoutée en 1947.
Le Grand-Caux représente la partie occidentale du pays de Caux.

## Enseignement

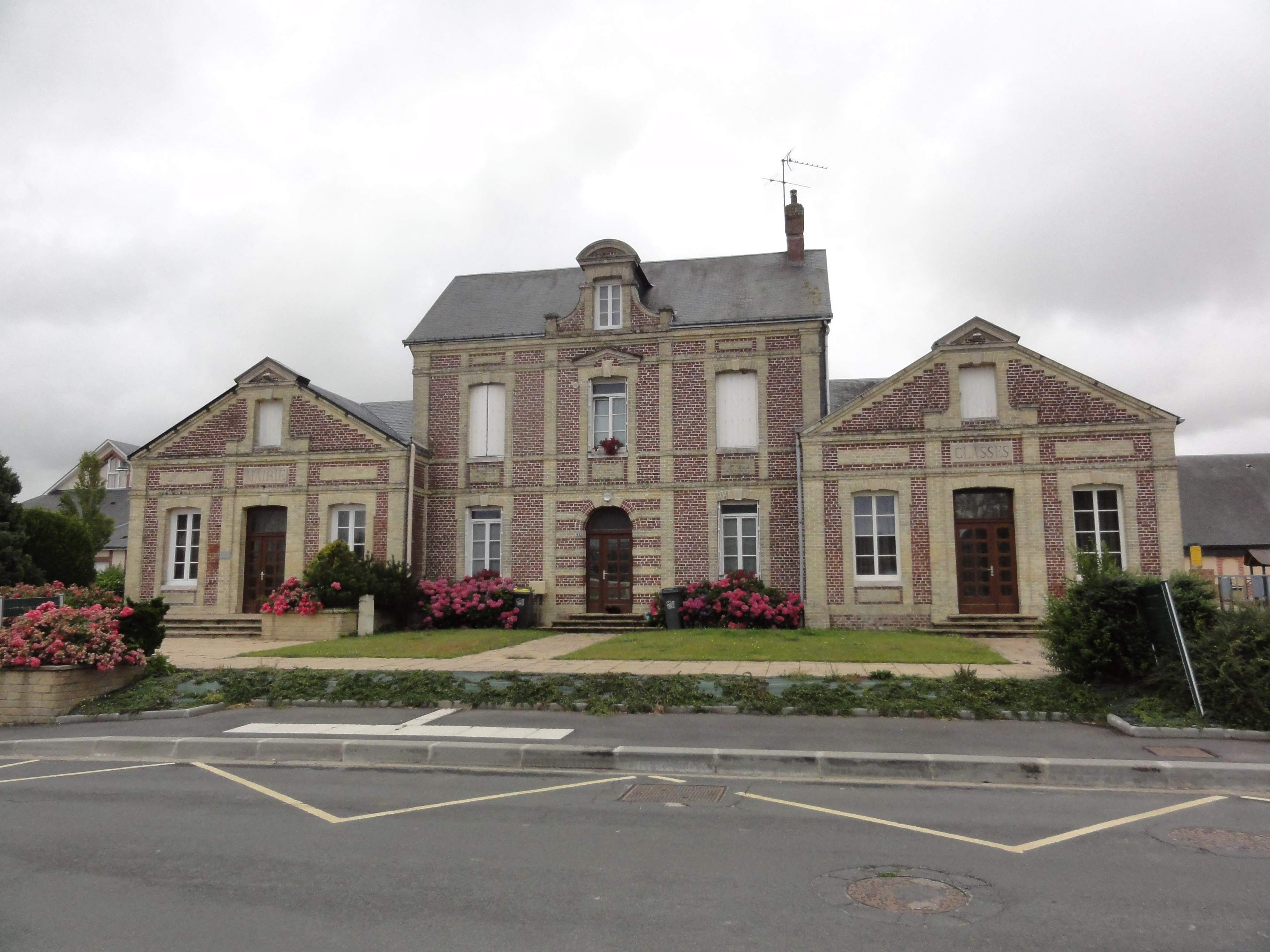
École et ancienne mairie.

## Politique et administration
| Période                                  | Période                        | Identité             | Étiquette | Qualité                                                    |
| ---------------------------------------- | ------------------------------ | -------------------- | --------- | ---------------------------------------------------------- |
| Les données manquantes sont à compléter. |                                |                      |           |                                                            |
| mars 2001                                | En cours (au 16 novembre 2021) | André-Pierre Blondel | DVD       | Retraité Président de la CC Campagne de Caux (2001 → 2014) |

## Démographie
L'évolution du nombre d'habitants est connue à travers les recensements de la population effectués dans la commune depuis 1793. Pour les communes de moins de 10 000 habitants, une enquête de recensement portant sur toute la population est réalisée tous les cinq ans, les populations de référence des années intermédiaires étant quant à elles estimées par interpolation ou extrapolation. Pour la commune, le premier recensement exhaustif entrant dans le cadre du nouveau dispositif a été réalisé en 2004.

En 2022, la commune comptait 1 373 habitants, en évolution de +2,62 % par rapport à 2016 (Seine-Maritime : +0,35 %, France hors Mayotte : +2,11 %).
| 1793  | 1800  | 1806  | 1821  | 1831  | 1836  | 1841  | 1846  | 1851  |
| ----- | ----- | ----- | ----- | ----- | ----- | ----- | ----- | ----- |
| 1 387 | 1 250 | 1 416 | 1 444 | 1 383 | 1 400 | 1 395 | 1 407 | 1 393 |

| 1856  | 1861  | 1866  | 1872  | 1876  | 1881  | 1886  | 1891  | 1896  |
| ----- | ----- | ----- | ----- | ----- | ----- | ----- | ----- | ----- |
| 1 437 | 1 411 | 1 444 | 1 386 | 1 394 | 1 200 | 1 190 | 1 147 | 1 157 |

| 1901  | 1906  | 1911  | 1921 | 1926  | 1931  | 1936  | 1946  | 1954  |
| ----- | ----- | ----- | ---- | ----- | ----- | ----- | ----- | ----- |
| 1 038 | 1 104 | 1 045 | 977  | 1 024 | 1 003 | 1 017 | 1 120 | 1 041 |

| 1962 | 1968 | 1975 | 1982 | 1990  | 1999  | 2004  | 2006  | 2009  |
| ---- | ---- | ---- | ---- | ----- | ----- | ----- | ----- | ----- |
| 990  | 871  | 774  | 874  | 1 006 | 1 134 | 1 246 | 1 259 | 1 283 |

| 2014  | 2019  | 2022  | - | - | - | - | - | - |
| ----- | ----- | ----- | - | - | - | - | - | - |
| 1 338 | 1 360 | 1 373 | - | - | - | - | - | - |

## Culture locale et patrimoine

### Lieux et monuments
- Église paroissiale Notre-Dame.

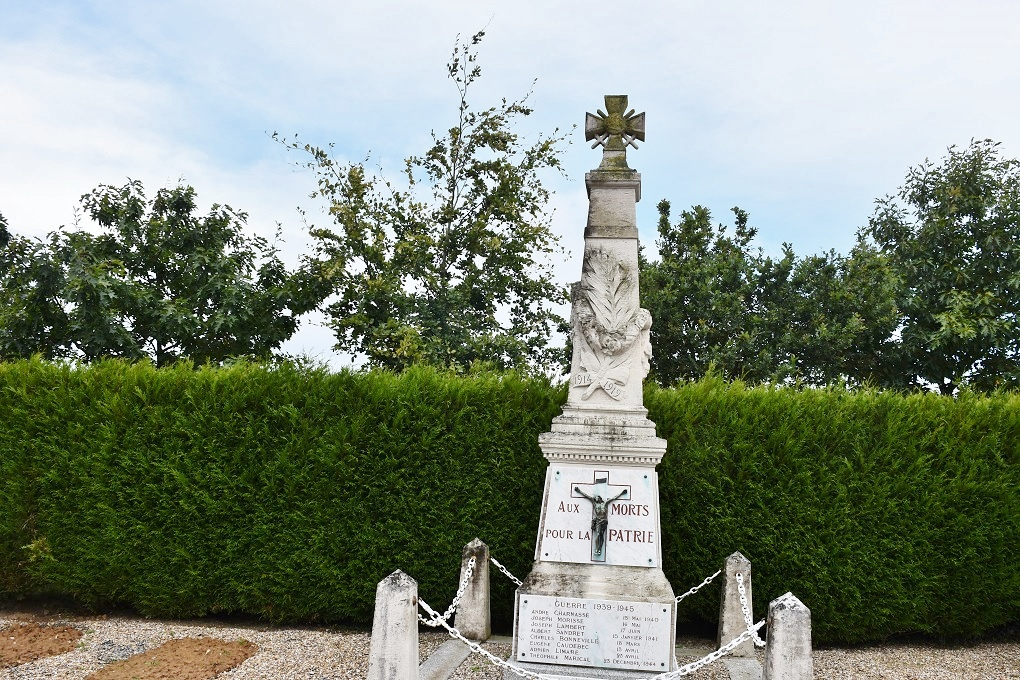
Monument aux morts.

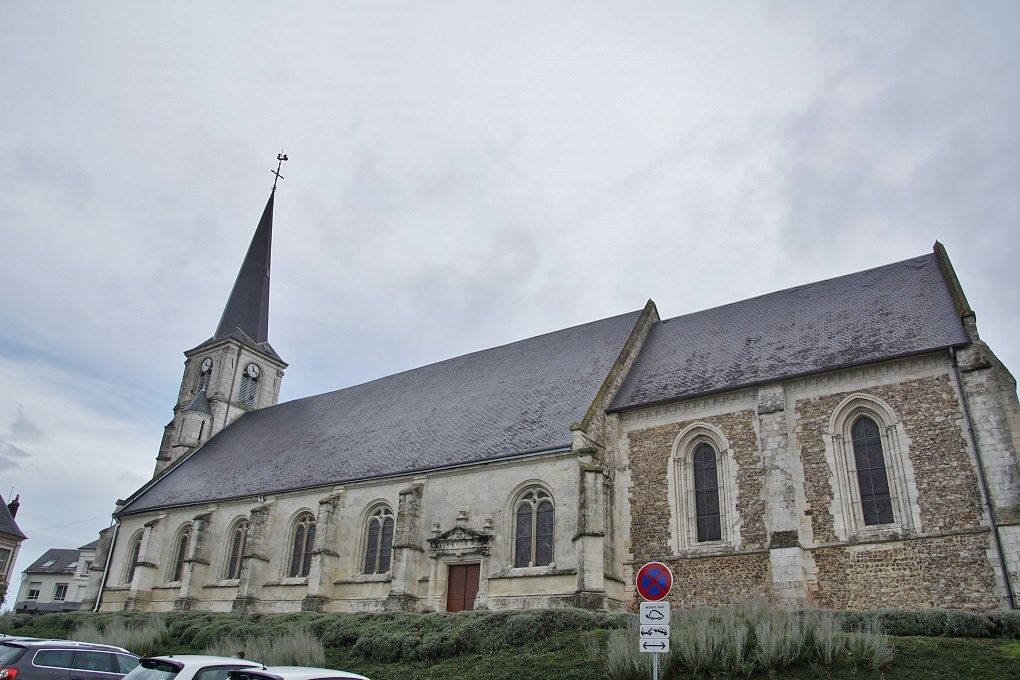
L'église Notre-Dame.

- Le manoir de la Brunetière, datant du XVIe siècle, restaurée et transformée en chambres d'hôtes.
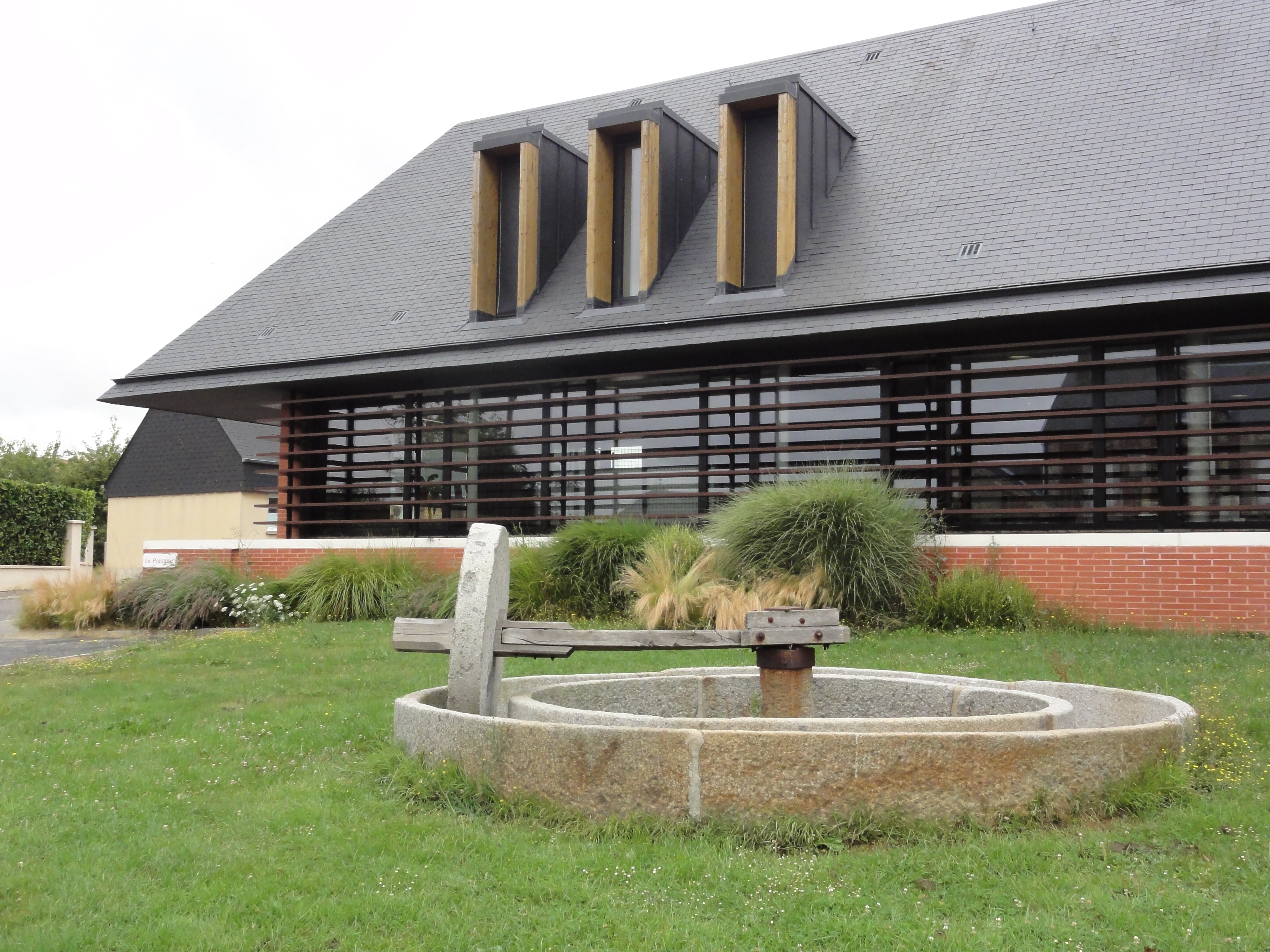
Pressoir à cidre.

- Monument aux morts.
- Pressoir à cidre.

### Personnalités liées à la commune
- Jacques-Charles Bailleul (1762-1843), député girondin de la Convention nationale, né à Bretteville.

### Héraldique
| Armes de Bretteville-du-Grand-Caux | Les armes de la commune de Bretteville-du-Grand-Caux se blasonnent ainsi : D'azur à la fasce bretessé d’or, accompagnée de trois roses du même, au chef fuselé d’argent et de gueules. |